# 约翰·赫默
约翰·R·赫默（英語：John R. Hummer，1948年5月4日—），美国NBA联盟前职业篮球运动员。他在1970年的NBA选秀中第1轮第15顺位被布法罗勇敢者选中。